# Karl Otto Ragotzky
Karl Otto Ragotzky (* 9. Mai 1928 in Flensburg; † 31. August 1986 in Hamburg) war ein deutscher Schauspieler, Theaterregisseur, Hörspielsprecher und -autor.

## Leben und Wirken
Karl Otto Ragotzky nahm nach dem Abitur Schauspielunterricht und gab sein Bühnendebüt 1951 im Theater im Zimmer in Hamburg. Nebenher arbeitete er freiberuflich in der Marktforschung. 1973 kam er ans Ohnsorg-Theater, dessen Geschäftsführung er übernahm, wo er aber auch als Schauspieler und Regisseur tätig war.
Daneben übersetzte und bearbeitete Ragotzky Werke hochdeutscher und englischer Autoren für die niederdeutsche Sprache, darunter mehrfach Stücke des Engländers Jack Popplewell wie z. B. Allens klar, Herr Kommissar (Dead Easy), Bookstabeer mal Mississippi (How do you spell Mississippi?) oder Allens oder nicks (Darling I'm home). Er schrieb weiterhin die Hörspiele Straten, De Nacht sowie Anne B. und Vun den Fischer un sien Fru (mit Heinz Wunderlich und Heinz Busch).
Ragotzky war neben seinen Auftritten im Ohnsorg-Theater u. a. in kleinen Rollen in zwei frühen Edgar-Wallace-Filmen, Die Bande des Schreckens und Der Fälscher von London, zu sehen.
Während seiner Geschäftsführertätigkeit am Ohnsorg-Theater kam es in den 1970er Jahren zwischen Ragotzky und dem damaligen Intendanten Günther Siegmund zu Auseinandersetzungen, die schließlich vor Gericht endeten und in dessen Verlauf sich beide Parteien gegenseitig des Alkoholismus bezichtigten, was wohl auf jeden Fall bei Siegmund der Fall gewesen sein soll.
1984 erlitt Karl Otto Ragotzky einen Schlaganfall, von dem er sich nicht mehr erholen sollte. Vor seinem Tod lag er schließlich 14 Tage im Koma und starb 58-jährig in der Nacht zum 31. August 1986. Nach der Trauerfeier im Krematorium des Ohlsdorfer Friedhofes am 4. September 1986 wurde Ragotzky auf dem Hamburger Friedhof Tonndorf beigesetzt.
Karl Otto Ragotzky war verheiratet und lebte zuletzt in Wedel bei Hamburg.

## Regiearbeiten
Fernseh-Aufzeichnungen aus dem Ohnsorg-Theater:
- 1974: Für die Katz
- 1974: Tratsch im Treppenhaus
- 1974: Das Sympathiemittel
- 1974: Michel und Micaela
- 1978: Der politische Bock
- 1978: Der Etappenhase
- 1979: Mit Gefühl und Wellenschlag
- 1979: Heiratsschwindel
- 1980: Das Naturtalent
- 1981: Kollege Generaldirektor
- 1981: Hamburger Bier
- 1982: Das Piratenstück
- 1983: Die fröhliche Tankstelle

## Filmografie
- 1960: Die Bande des Schreckens
- 1961: Der Fälscher von London
- 1965: Der Augenblick des Friedens
- 1973: Brand-Stiftung
- 1976: Wenn der Hahn kräht
- 1977: Petrus gibt Urlaub
- 1978: Willems Vermächtnis
- 1981: Späte Liebe geht ins Geld

## Hörspiele

### Als Autor
- 1961: Straten – Regie: Hans Tügel

### Als Regisseur
- 1978: Levenshölp – Autor: Elisabeth Meyer-Runge
- 1978: De Saak mit de Wohrheit (auch Sprecher) – Autor: Wolfgang Altendorf
- 1980: Kuddl sien Klock (auch Übersetzer) – Autor: Wolfgang Altendorf

### Als Sprecher
- 1954: Theophilus – Regie: Hans Tügel
- 1955: Driewsand – Regie: Hans Tügel
- 1955: De frömde Fro – Regie: Hans Tügel
- 1955: De ol Mann, de wedder nah Schol geiht – Regie: Günter Jansen
- 1956: Bunte Mardels – Regie: Günter Jansen
- 1956: De ruge Hoff – Regie: Hans Tügel
- 1956: Stratenmusik – Regie: Hans Tügel
- 1957: Dat Wunnerkind – Regie: Günter Jansen
- 1957: Julia un de Renaissance – Regie: Hans Tügel
- 1957: Dat Düvelsexamen  – Regie: Hans Tügel, mit Uwe Friedrichsen
- 1957: De Möllner Gerechtigkeit – Regie: Hans Tügel
- 1958: De Doden sünd dod – Regie: Hans Tügel
- 1958: Kattengold – Regie: Hans Tügel
- 1958: Ein unbedachter Kauf (1. Teil) – Regie: Gernot Weitzl
- 1958: Dat Schüttenbild – Regie: Hans Tügel
- 1959: Dat Licht – Regie: Hans Tügel
- 1959: Vun den Padd af – Regie: Hans Tügel
- 1959: Abelke Bleken, de Hex vun Ossenwarder – Regie: Hans Tügel
- 1959: Mudder Elend und ehr Beerbohm – Regie: Hans Tügel
- 1960: Bott för de Doden – Regie: Hans Tügel
- 1961: De achter uns steiht – Regie: Hans Tügel
- 1963: Schipp op Strand – Regie: Günther Siegmund
- 1967: De Arvschopp – Regie: Günter Jansen
- 1968: De Narr – Regie und Sprecher: Curt Timm
- 1970: De Weltünnergang – Regie: Curt Timm
- 1972: Lege Fründschopp – Regie: Jochen Rathmann
- 1984: Ole Geschichten – Regie: Hans Helge Ott